# Славољуб Стефановић Раваси
Славољуб Стефановић Раваси (Чачак, 29. јун 1927 — Београд, 2. фебруар 1996) је био српски телевизијски и позоришни редитељ.

## Биографија
По завршетку режије на Академији уметности у Београду одлази на Косово и Метохију у Покрајинско народно позориште у Приштини, где режира низ представа у Српској и Албанској драми. Његова прва режија је била представа „Сви моји синови” Артура Милера у Српској драми (премијера 16. октобра 1952). Убрзо ће поставити дела „Човек који није постојао” Јосипа Лешића, „Без трећег” Милана Беговића и „Тартифа” Ж. Б. Молијера. У Приштини ће се оженити и албанском глумицом Мерибане Шаља (1931 - 1956), сестром Абдурахмана Шаље, која ће после неколико година умрети у 25. години живота. У Београд ће се вратити 1958. године.
Кад Телевизија Београд покрене телевизијску драму, Раваси ће написати сценарио по Нушићевој драми „Кирија” и тако режирати прву ТВ драму на РТВ Београду (1959). Потом ће уследити дуодрама „Пукотина раја” са Олгом Спиридоновић и Михајлом Викторовићем. Те године режираће и „Кризантему” Маријана Матковића. У свом радном веку Раваси је режирао 84 телевизијске драме и телевизијске серије. Од серија познате су: „Код судије за прекршаје” у 13 епизода (1966 – 1968), „Волите се људи” у 6 епизода (1967), Баксуз у 6 епизода (1969), „Хроника паланачког гробља”, по истоименој прози Исидоре Секулић, у 4 епизоде (1971). Последња ТВ режија била му је драма „Тесла” Милоша Црњанског, у адаптацији Весне Језеркић (1993). Урадио је и једну епизоду „Оставштине за будућност” о сликару Марију Маскарелију (1988). Режирао је ТВ драме Вељка Петровића, Бранимира Ћосића, Борислава Пекића, Данила Киша, Моме Капора, Љубомира Симовића, Милана Кундере, Андреја Хинга, Мирка Ковача, Синише Ковачевића и других савремених писаца.
За Телевизију Скопље режирао је драме: „Лудиот и калуѓерицата” (1968) и „Нешто темно и тешко” (1968).
Догодило се да је Славољуб Стефановић Раваси своју последњу позоришну режију имао у приштинском Народном позоришту 21. октобра 1994. године; режирао је „Покојника” Бранислава Нушића. Након тога, био је ангажован у Телевизији Приштина на обуци младих редитеља.
Отац је музичарке, клавијатуристкиње београдске рок групе „Екатарина Велика” Маргите Стефановић.

## Филмографија
Редитељ  |  Сценариста  |  
| Редитељ | ▲ |
| ------- | - |

ТВ филм  |  ТВ серија  |  ТВ мини серија  |  ТВ кратки филм
|                | 1950 | 1960 | 1970 | 1980 | 1990 | Укупно |
| -------------- | ---- | ---- | ---- | ---- | ---- | ------ |
| ТВ филм        | 3    | 31   | 22   | 14   | 3    | 73     |
| ТВ серија      | 0    | 22   | 0    | 10   | 0    | 32     |
| ТВ мини серија | 0    | 6    | 4    | 1    | 0    | 11     |
| ТВ кратки филм | 0    | 1    | 1    | 2    | 0    | 4      |
| Укупно         | 3    | 60   | 27   | 27   | 3    | 120    |
|           | Назив                                 |
| --------- | ------------------------------------- |
| 1959      | Пукотина раја                         |
| 1959      | Кризантема                            |
| 1959      | Кирија                                |
| 1960-te ▲ |                                       |
| 1960      | Два погледа кроз кључаоницу           |
| 1960      | Аутобиографија                        |
| 1961      | Уочи одласка вечерњег воза            |
| 1961      | Сребрна леди                          |
| 1961      | Јерма                                 |
| 1961      | Џунгла                                |
| 1962      | Пробисвет, велика режија и дете       |
| 1962      | Прегршт среће                         |
| 1962      | На сплаву                             |
| 1963      | Ципелице од крокодилске коже          |
| 1963      | 20000 за трошак                       |
| 1964      | Бело у белом                          |
| 1964      | Пет вечери                            |
| 1964      | Изгубљени рај                         |
| 1964      | Сто за четворо                        |
| 1964      | Хм                                    |
| 1965      | Ана харом апја                        |
| 1965      | Реци да сам лажов                     |
| 1965      | Девојка са три оца                    |
| 1965      | Американка                            |
| 1966      | Туга                                  |
| 1966      | Премијера                             |
| 1967      | Наша напаст домаћа                    |
| 1967      | Еуридика                              |
| 1968      | Власници кључева                      |
| 1968      | Силе                                  |
| 1968      | Сезона пољубаца                       |
| 1968      | Нешто темно и тешко                   |
| 1968      | Лудиот и калугерицата                 |
| 1968      | Бурлеска о Грку                       |
| 1969      | Сувишни                               |
| 1970-te ▲ |                                       |
| 1970      | Протекција                            |
| 1971      | Земјаци                               |
| 1971      | Спомен плоча                          |
| 1972      | Перо унд Јово                         |
| 1972      | Лица                                  |
| 1973      | Став’те памет на комедију             |
| 1973      | Самоћа                                |
| 1973      | Госпођа Дели има љубавника            |
| 1973      | Београд или трамвај а на предња врата |
| 1974      | Коперник                              |
| 1974      | Брак, свеска друга                    |
| 1975      | Соба са пет зидова                    |
| 1975      | Синови                                |
| 1975      | Крај недеље                           |
| 1976      | Коштана                               |
| 1976      | Деца расту ноћу                       |
| 1977      | Живот тече даље                       |
| 1977      | Кућна терапија                        |
| 1977      | Како упокојити вампира                |
| 1978      | Шпански захтев                        |
| 1978      | Код Камиле                            |
| 1979      | Тренуци слабости                      |
| 1980-te ▲ |                                       |
| 1980      | Београдска разгледница 1920           |
| 1981      | Развод брака                          |
| 1981      | На рубу памети                        |
| 1981      | Имамо наступ                          |
| 1982      | Лед                                   |
| 1982      | Јагне на разен                        |
| 1983      | Хасанагиница                          |
| 1984      | Убица                                 |
| 1984      | Последња авантура                     |
| 1984      | Дивља патка                           |
| 1985      | Џек пот                               |
| 1986      | Пети чин                              |
| 1986      | Климент Охридски                      |
| 1987      | Место сусрета Београд                 |
| 1990-te ▲ |                                       |
| 1991      | Вера Хофманова                        |
| 1992      | Повратак Вука Алимпића                |
| 1993      | Тесла                                 |
| Од | До | Назив | Улога |
| -- | -- | ----- | ----- |

| 1980-te ▲ | 1980-te ▲ | 1980-te ▲ | 1980-te ▲ |
| --------- | --------- | --------- | --------- |

|           | Назив              |
| --------- | ------------------ |
| 1968      | Ноћ и магла        |
| 1970-te ▲ |                    |
| 1971      | Домовина у песмама |
| 1980-te ▲ |                    |
| 1981      | Слике и прилике    |
| 1988      | Норвешки шал       |
| Од | До | Назив | Улога |
| -- | -- | ----- | ----- |

| 1970-te ▲ | 1970-te ▲ | 1970-te ▲ | 1970-te ▲ |
| --------- | --------- | --------- | --------- |

| 1980-te ▲ | 1980-te ▲ | 1980-te ▲ | 1980-te ▲ |
| --------- | --------- | --------- | --------- |

| Сценариста | ▲ |
| ---------- | - |

ТВ филм
|           | Назив                      |
| --------- | -------------------------- |
| 1959      | Кирија                     |
| 1960-te ▲ |                            |
| 1967      | Еуридика                   |
| 1970-te ▲ |                            |
| 1973      | Госпођа Дели има љубавника |
| 1976      | Коштана                    |